# Michel Bérégovoy
Pour les articles homonymes, voir Famille Bérégovoy et Bérégovoy.
Michel Bérégovoy, né le 20 septembre 1931 à Déville-lès-Rouen et mort le 10 décembre 2011 à Bois-Guillaume, est un homme politique français.

## Biographie
Frère de Pierre Bérégovoy, il entre en 1947 à la SNCF, dont il gravit les échelons de la hiérarchie tout au long de sa carrière jusqu'à devenir inspecteur commercial, puis divisionnaire. Il adhère en même temps aux Jeunesses socialistes en 1947, avant de rejoindre la SFIO qu'il quitte en 1958, en désaccord avec l'attitude de ce parti durant la Guerre d'Algérie. 
Il rejoint le Parti socialiste autonome d'Édouard Depreux, qui fusionne deux ans plus tard avec le PSU de Michel Rocard.
Membre du Parti socialiste dès 1969, il milite sur les positions de Jean Poperen, ancien dirigeant du PSU. Il devient député de la première circonscription de la Seine-Maritime de 1981 à 1986 puis de 1988 à 1993. Il conduit en 1983 et 1989 les listes de rassemblement de gauche, à la mairie de Rouen, contre le maire Jean Lecanuet, sans succès, mais siège dans l'opposition municipale de 1983 à 1995. 
À la suite de la victoire d'Yvon Robert aux municipales de 1995 à Rouen, il devient deuxième adjoint au maire jusqu'en 2001. Il est également élu au conseil régional de Haute-Normandie en mars 1986 et en mars 1992 puis en démissionne en 1996.
Il est, jusqu'aux élections cantonales de 2011, conseiller général du 7e canton de Rouen (nord-est de la ville) et vice-président du conseil général de la Seine-Maritime. Sa première élection sur ce canton, en 1996, fait suite au décès de Jeanine Bonvoisin, conseillère générale depuis 1982. Il la remporte avec 57,15 % des voix contre le candidat UDF Pierre de Mazaubrun. Réélu en 1998 puis en 2004, il soutient son fils Jean-Michel Bérégovoy à sa propre succession mais ce dernier, sous l'étiquette d'Europe Écologie Les Verts, est battu par le socialiste Ludovic Delesque.
Mort des suites d'un cancer en décembre 2011, il est inhumé au cimetière monumental de Rouen.